# Arnold Escher von der Linth
Arnold Escher von der Linth (Zürich, 8 juni 1807 - aldaar, 12 juli 1872) was een Zwitsers geoloog, die bij zijn onderzoek van de geologie van de Alpen een van de eerste geologen was die dekbladen in een gebergte herkenden. Dekbladen zijn grote horizontale overschuivingen, waarvoor in die tijd nog geen verklaring was.

## Biografie
Escher was een zoon van de politicus en natuuronderzoeker Hans Conrad Escher von der Linth. Het achtervoegsel Von der Linth werd bij de dood van vader Escher in 1823 door de regering van Zürich als eerbetoon aan de familienaam toegevoegd. Van 1825 tot 1829 studeerde de zoon aan de militaire school te Thun, daarna aan de Universiteit van Genève en de universiteit van Berlijn. Aan de laatste universiteit kreeg hij les van de mineraloog Gustav Rose. In 1828 maakte hij een geologische onderzoeksreis door Duitsland, Oostenrijk en Noord-Italië. Van 1830 tot 1832 maakte hij een soortgelijke reis door Italië en Sicilië.
Escher von der Linth was ook een bekend bergbeklimmer, hij was deelnemer aan de eerste beklimming van de Lauteraarhorn.
Escher von der Linth habiliteerde in 1834 en werd in 1852 hoogleraar aan de Universiteit van Zürich. Van 1856 tot 1872 was hij hoogleraar aan het toen net opgerichte Federale Polytechnische Hogeschool van Zürich. In 1857 trouwde hij met Maria Barbara Ursula von Latour (1807-1863). Escher von der Linth ligt begraven op het kerkhof Hohe Promenade in Zürich.

## Werk
Samen met Bernhard Studer en Peter Merian maakte Escher von der Linth de eerste geologische overzichtskaart van Zwitserland. Hij onderzocht de geologie van de Albis en noemde de daar voorkomende conglomeraten Nagelflüh. Samen met de paleontoloog Oswald Heer organiseerde hij excursies in de Alpen.
Escher von der Linth is bekend om zijn onderzoek naar de Glarner overschuiving ten noorden van Glarus, een contact tussen (jongere) Tertiaire flysch en de (oudere) Triassische Verrucano-groep in de Helvetische Dekbladen. Het contact was in 1807 al door zijn vader Hans Conrad bestudeerd, deze had al geconstateerd dat de volgorde van gesteentelagen hier tegenovergesteld was aan wat verwacht mocht worden. In 1845 beschreef Arnold Escher von der Linth de Glarner overschuiving voor het eerst en constateerde dat oudere lagen hierbovenop jongere liggen. In zijn notities vermeldde hij dat het waarschijnlijk een grote overschuiving was. Op Eschers uitnodiging kwam de Britse geoloog Roderick Murchison in 1848 naar Zwitserland om het contact te bekijken. Murchison, die eerder grote overschuivingen in Schotland had gezien, kon zich in Eschers interpretatie vinden. Desondanks twijfelde Escher aan zijn eigen waarneming. De verplaatsing langs het contact moest vele kilometers zijn en de gesteentemassa die verplaatst was moest reusachtig zijn. Dit kon met de geologische kennis van die tijd niet verklaard worden. Bang dat hij voor gek versleten zou worden beschreef Escher de structuur daarom als een dubbele overkiepte syncline, een hypothese die zo absurd was dat hij zelf in zijn aantekeningen toegaf er niets van te geloven.
Eschers leerling en opvolger als hoogleraar in Zürich, Albert Heim (1849-1937), zou in eerste instantie de hypothese van de dubbele syncline blijven aanhangen. Later werd hij echter overtuigd en een van de belangrijkste voorstanders van dekbladen. Pas in de jaren 60 van de 20e eeuw, met de doorbraak van de theorie van platentektoniek, kon een verklaring voor het ontstaan van dekbladen gegeven worden.